# Ідриз Хошич
Ідриз Хошич (сербохорв. Idriz Hošić / Идриз Хошић, нар. 17 лютого 1944, Прієдор) — югославський футболіст, що грав на позиції нападника.
Виступав, зокрема, за клуби «Партизан» та «Кайзерслаутерн», а також національну збірну Югославії, у складі якої став віце-чемпіоном Європи 1968 року.

## Клубна кар'єра
Починав кар'єру в невеликих югославських командах «Железничар» (Прієдор) та «Фамос» (Храсниця). На найвищому рівні дебютував 1966 року виступами за столичний «Партизан», в якому провів чотири сезони, взявши участь у 73 матчах чемпіонату. У складі «Партизана» був одним з головних бомбардирів команди, маючи середню результативність на рівні 0,48 гола за гру першості і був віце-чемпіоном Югославії в 1968 і 1970 роках.
1970 року відправився до Західної Німеччини, де став грати за «Кайзерслаутерн». Дебютував за нову команду у першому турі Бундесліги 1970/71, 15 серпня 1970 року, у виїзній поразці від західноберлінської «Герти» (3:5) під керівництвом тренера Дьюли Лоранта. Свій перший гол у Бундеслізі він забив на 30-й хвилині гри. Більшість часу, проведеного у складі «Кайзерслаутерна», був основним гравцем атакувальної ланки команди і за три роки він забив 31 гол за клуб. Перш за все, виділялася його гра головою.
У сезоні 1973/74 Хошич виступав за «Дуйсбург», зігравши свої останні 11 ігор у Бундеслізі, а завершив ігрову кар'єру у команді третього дивізіону «Вестфалія» (Герне), за яку виступав протягом 1974—1975 років.
Після завершення кар'єри в Німеччині він повернувся на батьківщину. Після початку війни у Югославії, він повернувся до Кайзерслаутерна в 1993 році з ініціативи Юргена Фрідріха, тодішнього президента клубу «Кайзерслаутерн», з яким Хошич раніше разом грав за клуб. Там югослав тривалий час працював з юнацькими командами.

## Виступи за збірну
27 квітня 1968 року дебютував в офіційних матчах у складі національної збірної Югославії в товариській грі проти Чехословаччини (0:3), в якій вийшов на заміну на 23-й хвилині замість Вахидина Мусемича.
У складі збірної був учасником чемпіонату Європи 1968 року в Італії, де зіграв у другому фінальному матчі проти Італії, який його команда програла 0:2 і здобула «срібло». Після цього матчу а збірну більше не грав.